# Артан Лили
Артан Лили је српска музичка група из Београда. Жанровски се најчешће сврстава у алтернативни рок и инди рок. Сматра се једним од представника Нове српске сцене.

## Историја
Група Артан Лили постоји од 2013. године. Након извесних персоналних промена ова нојз поп четворка из Београда се усталила у својој препознатљивој постави: Бојан Слачала (бас-гитара и вокал), Романа Слачала (вокал и даире), Марко Ајковић (бубањ), Драган Кнежевић (гитара). Бенд је почео као експериментални трио у саставу: Бојан Слачала (бас-гитара и вокал), Марко Ајковић (бубањ) и Тања Новаковић (вокал). Први спот су снимили за песму Џони, коју је продуцирао Давор Сопић. Новинар тадашњег вебзина Попбокс Александар Павлић је звук групе класификовао као нојз поп. У то време Бојану и Марку су се сплетом околности прикључили гитариста Драган Кнежевић и вокал Елена Шевер. Група је рад наставила снимањем идућих шест синглова, које је у Скопљу продуцирао Ненад Трифуновски Трипе. Након нове персоналне промене и доласка Романе Слачале у бенд снимљено је преосталих пет синглова за први албум, а продуцент је овога пута био Петар Рудић. Завршене песме су објављивали сукцесивно, преко платформе Бендкемп. На тај начин су комплетирали први албум, насловљен именом групе. Овакав начин објављивања албума (сингл по сингл) у савременом издаваштву сматрају својом иновацијом, јер нико пре њих то није урадио.

### Занимљивости
Оно што је, поред препознатљивог звука, карактеристично за групу је и визуелни идентитет (препознатљиви логотип групе и видео-спотови). Наиме, за шест од дванаест песама са првог албума снимљени су видео-спотови у режији Жељке Вељковић, Милоша Гојковића, Марине Узелац и Сташе Томића. Синглови групе освајају прва места свих релевантних радијских и ТВ топ-листа у земљи и региону. Занимљиво је истаћи и да је њихов сингл Ако станемо ту дебитовао на првом месту Дискомера Студија Б, што је претходно пошло за руком само нумерама група Бијело дугме, Екатарина Велика и Кал.

## Чланови

### Садашњи
- Бојан Слачала [а] — бас-гитара, вокал
- Романа Слачала — вокал, даире
- Андрија Бабовић — гитара[4]
- Марко Бенини [б] — бубањ

### Бивши
- Тања Новаковић — вокал
- Елена Шевер — вокал
- Драган Кнежевић [в] — гитара, пратећи вокал
- Марко Ајковић [г] — бубањ, пратећи вокал
- Иван Скопулович [д] — гитара

## Дискографија

### Студијски албуми
- Артан Лили (2015)
- (2018)
- (2024)

## Награде и номинације
- Награда Милан Младеновић

| Година | Номиновано дело | Исход    | Изв.  |
| ------ | --------------- | -------- | ----- |
| 2019.  | Д.Е.П.Р.А.      | Освојено | [ 9 ] |

| Година | Категорија    | Номиновано дело          | Исход      | Изв.   |
| ------ | ------------- | ------------------------ | ---------- | ------ |
| 2021.  | Рок видео     | Оуд                      | Номинација | [ 10 ] |
| 2021.  | Кореографија  | На мишиће                | Освојено   | [ 11 ] |
| 2022.  | Рок видео     | Рокенрол после рокенрола | Освојено   | [ 12 ] |
| 2022.  | Најбољи видео | Рокенрол после рокенрола | Номинација | [ 13 ] |

- Награде Асоцијације Неки рок

| Година | Категорија  | Номиновано дело          | Исход    | Изв.   |
| ------ | ----------- | ------------------------ | -------- | ------ |
| 2022.  | Спот године | Рокенрол после рокенрола | Освојено | [ 14 ] |

- Награде емисије Бунт

| Година | Категорија   | Номиновано дело | Исход    | Изв.   |
| ------ | ------------ | --------------- | -------- | ------ |
| 2024.  | Песма године | Хардкор и панк  | Освојено | [ 15 ] |